# 352
Cette page concerne l'année 352  du calendrier julien. Pour l'année 352 av. J.-C., voir 352 av. J.-C. Pour le nombre 352, voir 352 (nombre).
L'année 352 est une année bissextile qui commence un mercredi.

## Événements
- 26 février  et 12 mai : Constance II est à Sirmium où il reste jusqu'à l'été[1].
- 17 mai : début du pontificat de Libère[2] (fin en 366).
- 1er juin, Chine : Ran Min (en), battu par la cavalerie xianbei de Murong Jun (en) est capturé et exécuté ; la capitale de Wei, Ye, assiégée, tombe le 8 septembre et Murong se proclame empereur des Yan antérieur en janvier 353[3].
- Été : 
  - Constance II mène peut-être une campagne contre les Sarmates[1], puis reprend l'offensive contre Magnence qui est chassé d'Aquilée puis passe les Alpes, non sans avoir infligé une défaite à ses ennemis à Ticinum[4].
  - La révolte juive en Galilée est durement réprimée[1] par le maître de cavalerie Ursicinus. Tibériade et Lod sont détruites et Sepphoris est rasée. Des milliers d'insurgés sont tués, d'autre fuient la région  ou se terrent dans des grottes[5].
- 26 septembre : Naeratius Cerealis est nommé préfet de Rome par Constance II, désormais maître de l'Italie[6].
- 3 novembre : Constance II est Milan où il abolit toute la législation et les actes de Magnence[4]. Il y reste jusqu'au 3 juillet 353.

- Alamans et Francs coalisés profitent de la guerre entre prétendants au trône impérial pour franchir le limes. Ils battent l'armée romaine de Décentius, prennent 40 villes et s'installent entre Moselle et Rhin[7]. Cette invasion est attestée par la découverte de trésors enterrés alors à Argentorate (église Saint-Étienne de Strasbourg), Mackwiller, Villing en Lorraine et Augst, en Suisse[8].

## Naissances en 352
- Rav Achi, amoraïm babylonien.

## Décès en 352
- 12 avril : Jules Ier, pape[2].